# Premier League de Malta 2019-20
La Premier League de Malta 2019-20 fue la edición número 105 de la Premier League de Malta. La temporada comenzó el 23 de agosto de 2019 y culminó el 18 de mayo de 2020. Debido a la pandemia del coronavirus, la Asociación de Fútbol de Malta dio por terminada la temporada y Floriana que era líder fue declarado campeón

## Sistema de competición
Los catorce equipos participantes jugaron entre sí todos contra todos dos veces totalizando 26 partidos cada uno. Al final de la temporada el primer clasificado obtuvo un cupo para la primera ronda de la Liga de Campeones 2020-21. El segundo y tercer clasificado obtuvieron un cupo a la primera ronda de la  Liga Europa 2020-21. El último y penúltimo clasificado descendierón a la Primera División 2020-21, mientras que el duodécimo primer clasificado jugó el Play-off de relegación contra el tercer clasificado de la Primera División 2019-20 que determinó quien de los dos jugará en la Premier League la próxima temporada.
Un tercer cupo para la Liga Europa 2020-21 fue asignado al campeón de la Copa Maltesa.

## Equipos participantes
| Equipo           | Ciudad            | Estadio                   | Capacidad |
| ---------------- | ----------------- | ------------------------- | --------- |
| Balzan           | Balzan            | Estadio Victor Tedesco    | 6.000     |
| Birkirkara       | Birkirkara        | Estadio Nacional Ta' Qali | 17.797    |
| Floriana         | Floriana          | Independence Arena        | 3.000     |
| Gudja United     | Gudja             | Gudja Ground              | 1.000     |
| Gżira United     | Gżira             | Estadio Nacional Ta' Qali | 17.797    |
| Hamrun Spartans  | Ħamrun            | Estadio Victor Tedesco    | 6.000     |
| Hibernians       | Paola             | Hibernians Ground         | 2.968     |
| Mosta            | Mosta             | Mosta Ground              | 600       |
| St. Lucia        | Santa Luċija      | Grawnd ta Santa Luċija    | 1.000     |
| Senglea Athletic | Senglea           | Estadio Nacional Ta' Qali | 17.797    |
| Sliema Wanderers | Sliema            | Tigne Sports Complex      | 1.000     |
| Sirens           | San Pawl il-Baħar | Sirens Stadium            | 1.300     |
| Tarxien Rainbows | Tarxien           | Tony Cassar Sports Ground | 1.000     |
| Valletta         | Valletta          | Estadio Nacional Ta' Qali | 17.797    |

### Ascensos y descensos
| Pos. | Ascendidos de Primera División 2018-19 |
| ---- | -------------------------------------- |
| 1    | Sirens                                 |
| 2    | Gudja United                           |
| 3    | St. Lucia                              |

| Pos. | Descendidos de Premier League 2018-19 |
| ---- | ------------------------------------- |
| 10   | St. Andrews                           |
| 11   | Qormi                                 |
| 12   | Pietà Hotspurs                        |

## Clasificación
| Pos. | Equipo           | Pts. | PJ | G  | E | P  | GF | GC | Dif. | Clasificación 2020–21                 |
| ---- | ---------------- | ---- | -- | -- | - | -- | -- | -- | ---- | ------------------------------------- |
| 1    | Floriana (C) (Q) | 41   | 20 | 12 | 5 | 3  | 38 | 15 | +23  | Primera ronda de la Liga de Campeones |
| 2    | Valletta (Q)     | 38   | 20 | 11 | 5 | 4  | 32 | 22 | +10  | Primera ronda de la Liga Europa       |
| 3    | Hibernians (Q)   | 37   | 20 | 11 | 4 | 5  | 34 | 20 | +14  | Primera ronda de la Liga Europa       |
| 4    | Sirens (Q)       | 35   | 20 | 10 | 5 | 5  | 30 | 26 | +4   | Primera ronda de la Liga Europa       |
| 5    | Birkirkara       | 33   | 20 | 9  | 6 | 5  | 30 | 20 | +10  |                                       |
| 6    | Gzira United     | 32   | 20 | 9  | 5 | 6  | 35 | 18 | +17  |                                       |
| 7    | Balzan           | 28   | 20 | 8  | 4 | 8  | 34 | 29 | +5   |                                       |
| 8    | Mosta            | 28   | 20 | 9  | 1 | 10 | 29 | 35 | −6   |                                       |
| 9    | Hamrun Spartans  | 25   | 20 | 6  | 7 | 7  | 24 | 25 | −1   |                                       |
| 10   | Sliema Wanderers | 24   | 20 | 7  | 3 | 10 | 24 | 22 | +2   |                                       |
| 11   | Gudja United     | 24   | 20 | 6  | 6 | 8  | 25 | 36 | −11  |                                       |
| 12   | St. Lucia        | 23   | 20 | 6  | 5 | 9  | 24 | 34 | −10  |                                       |
| 13   | Senglea Athletic | 16   | 20 | 3  | 7 | 10 | 21 | 39 | −18  |                                       |
| 14   | Tarxien Rainbows | 4    | 20 | 1  | 1 | 18 | 18 | 61 | −43  |                                       |

Actualizado a los partidos jugados el 8 de marzo de 2020.
 Fuente: Soccerway

### Tabla de resultados cruzados
Los clubes jugarán entre sí en dos ocasiones para un total de 26 partidos cada uno.
| Local \ Visitante | BAL | BIR | FLO | GUD | GZI | HIB | HAM | MOS | SEN | SIR | SLI | STL | TAR | VAL |
| ----------------- | --- | --- | --- | --- | --- | --- | --- | --- | --- | --- | --- | --- | --- | --- |
| Balzan            | —   | 0–0 | 1–3 | 1–0 | 1–3 | —   | 1–1 | 5–0 | —   | 2–4 | 2–1 | —   | 3–0 | 0–2 |
| Birkirkara        | 3–3 | —   | 0–1 | 2–3 | 1–3 | 2–1 | —   | 2–1 | 1–1 | 2–0 | —   | —   | 3–0 | 2–2 |
| Floriana          | 1–0 | 0–1 | —   | 1–2 | 0–0 | 2–2 | —   | —   | 5–0 | 3–0 | —   | 2–1 | 2–1 | 0–1 |
| Gudja United      | 0–2 | —   | 0–2 | —   | —   | 1–1 | 1–1 | —   | 4–1 | —   | 1–0 | 1–1 | 3–2 | 0–1 |
| Gzira United      | 2–0 | 0–2 | 2–2 | 6–1 | —   | —   | 0–0 | 3–1 | —   | 0–1 | 1–1 | 1–2 | —   | 0–1 |
| Hibernians        | 2–1 | 0–1 | —   | 2–0 | 2–0 | —   | 1–2 | 3–1 | 2–1 | 0–2 | 1–0 | —   | 4–1 | —   |
| Hamrun Spartans   | —   | 0–0 | 0–0 | 2–2 | 0–3 | 1–2 | —   | 0–2 | 1–0 | 4–0 | —   | 1–1 | 2–3 | 0–1 |
| Mosta             | —   | 1–1 | 1–3 | 1–0 | —   | 1–2 | 2–1 | —   | 1–0 | 3–4 | —   | 1–0 | 5–2 | 0–4 |
| Senglea Athletic  | 2–2 | 1–0 | —   | —   | 1–3 | 1–1 | 1–3 | 2–1 | —   | 2–2 | 2–0 | 2–5 | 2–2 | —   |
| Sirens            | —   | —   | 1–4 | 1–1 | —   | 2–1 | 1–2 | 2–0 | 1–1 | —   | 0–0 | 3–1 | —   | 0–0 |
| Sliema Wanderers  | 1–2 | 2–1 | 1–2 | 1–1 | 2–0 | 0–2 | 2–0 | 0–1 | 4–1 | 0–1 | —   | —   | 1–0 | 1–3 |
| St. Lucia         | 0–3 | 0–2 | —   | 2–1 | 0–0 | —   | —   | 1–2 | 0–0 | 0–2 | 0–4 | —   | 2–1 | 2–2 |
| Tarxien Rainbows  | 1–3 | —   | 0–4 | —   | 0–5 | 0–4 | 2–3 | 0–4 | —   | 0–3 | 1–2 | 1–3 | —   | —   |
| Valletta          | 3–1 | 1–4 | 1–1 | 0–2 | 1–3 | 1–1 | —   | —   | 1–0 | —   | 2–1 | 2–3 | 3–1 | —   |

## Goleadores
| Pos. | Jugador          | Club                 | Goles |
| ---- | ---------------- | -------------------- | ----- |
| 1    | Kristian Keqi    | Floriana             | 14    |
| 2    | Mario Fontanella | Valletta             | 13    |
| 3    | Andrija Majdevac | Balzan               | 11    |
| 4    | Jefferson        | Gzira United         | 10    |
| 4    | Federico Falcone | Birkirkara           | 10    |
| 6    | Aleksa Andrejić  | Tarxien Rainbows     | 9     |
| 6    | Tiago Adan       | Floriana             | 9     |
| 8    | Imanol Iriberri  | Hibernians           | 8     |
| 8    | Jake Grech       | Hibernians           | 8     |
| 10   | Soufiane Lagzir  | Ħamrun Spartans F.C. | 7     |